# Dzieci z Bullerbyn (film)
Dzieci z Bullerbyn (szw. Alla vi barn i Bullerbyn) – szwedzki film familijny, będący adaptacją powieści Dzieci z Bullerbyn Astrid Lindgren.

## Fabuła
Akcja toczy się w szwedzkiej wiosce, w latach dwudziestych XX wieku (w 1928). Bohaterami opowieści są: Lisa, jej bracia Lasse i Bosse, koleżanki Lisy – siostry Britta i Anna oraz ich kolega Olle. Film w dowcipny i realistyczny sposób opowiada o codziennym życiu w wiosce.

## Obsada
- Tove Edfeldt – Kerstin
- Linda Bergström – Lisa
- Crispin Dickson – Lasse
- Henrik Larsson – Bosse
- Ellen Demérus – Britta
- Anna Sahlin – Anna
- Harald Lönnbro – Olle